# Dalt de la Vila
|  | No s'ha de confondre amb Dalt Vila (Eivissa). |

Dalt de la Vila és un barri de Badalona (Barcelonès) que forma part del districte I, juntament amb Canyadó, Casagemes, Centre, Coll i Pujol, Manresà i Progrés. Limita amb els barris de Centre, Coll i Pujol, Casagemes, Bufalà i Morera. Aquest barri és el nucli antic i nucli de formació de l'actual Badalona. Com a tal, acull el Museu de Badalona, nombroses restes d'època romana de l'antiga Baetulo, la primera parròquia del municipi, Santa Maria de Badalona, entre altres elements. Això i la seva particular estructura vial li donen la seva especial personalitat, i també un aire de tranquil·litat, molt diferent de la resta de Badalona.
Quant a població, segons el padró municipal de l'any 2012, el barri de Dalt de la Vila té 4.117 habitants, dels quals el 47,1 % són homes (1.941) i el 52,9 % són dones (2.176). La població del barri representa l'1,9 % d'habitants de tota la ciutat.

## Història

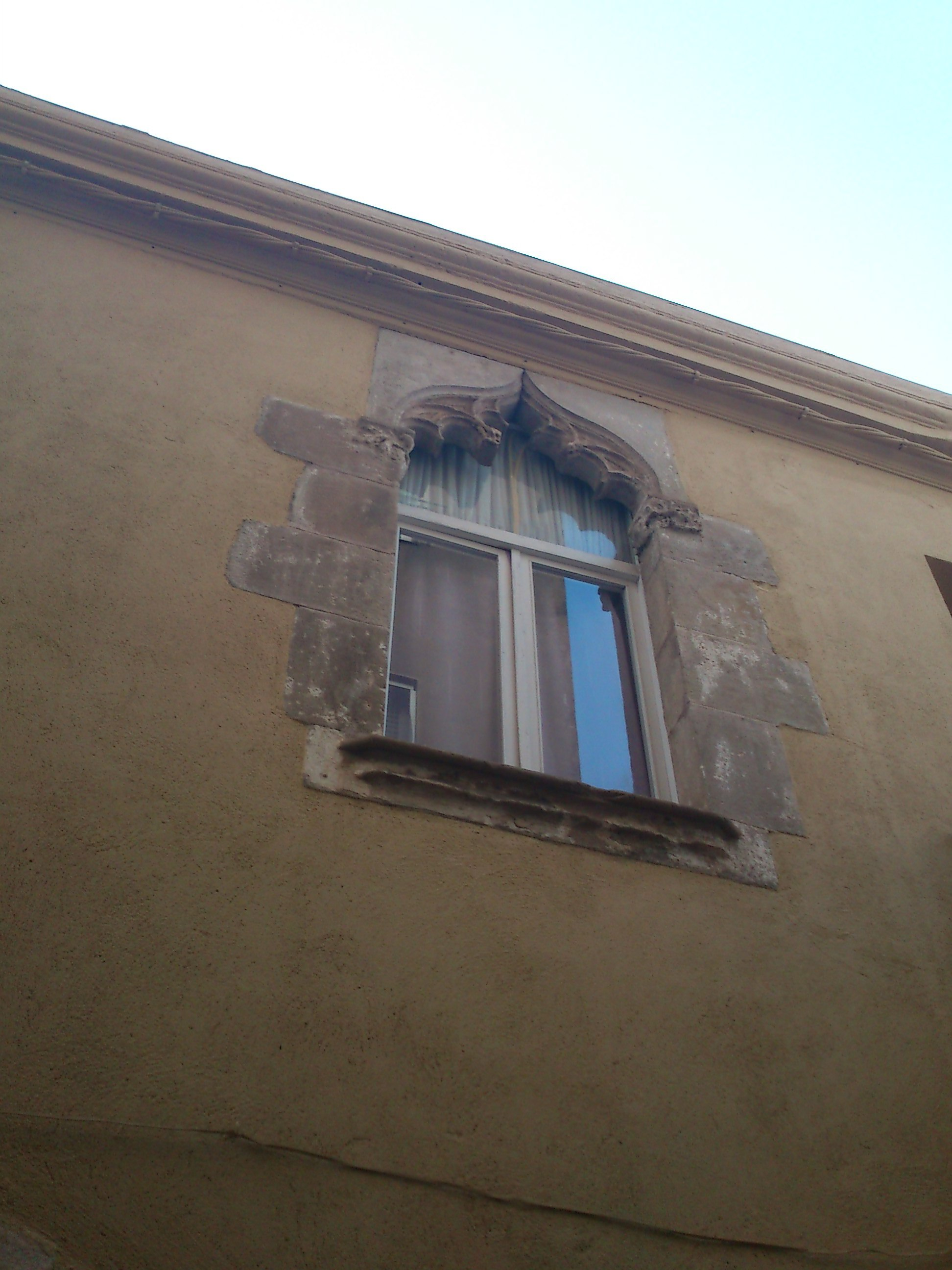
Finestra gòtica a cal Matalasser, al carrer de Dalt

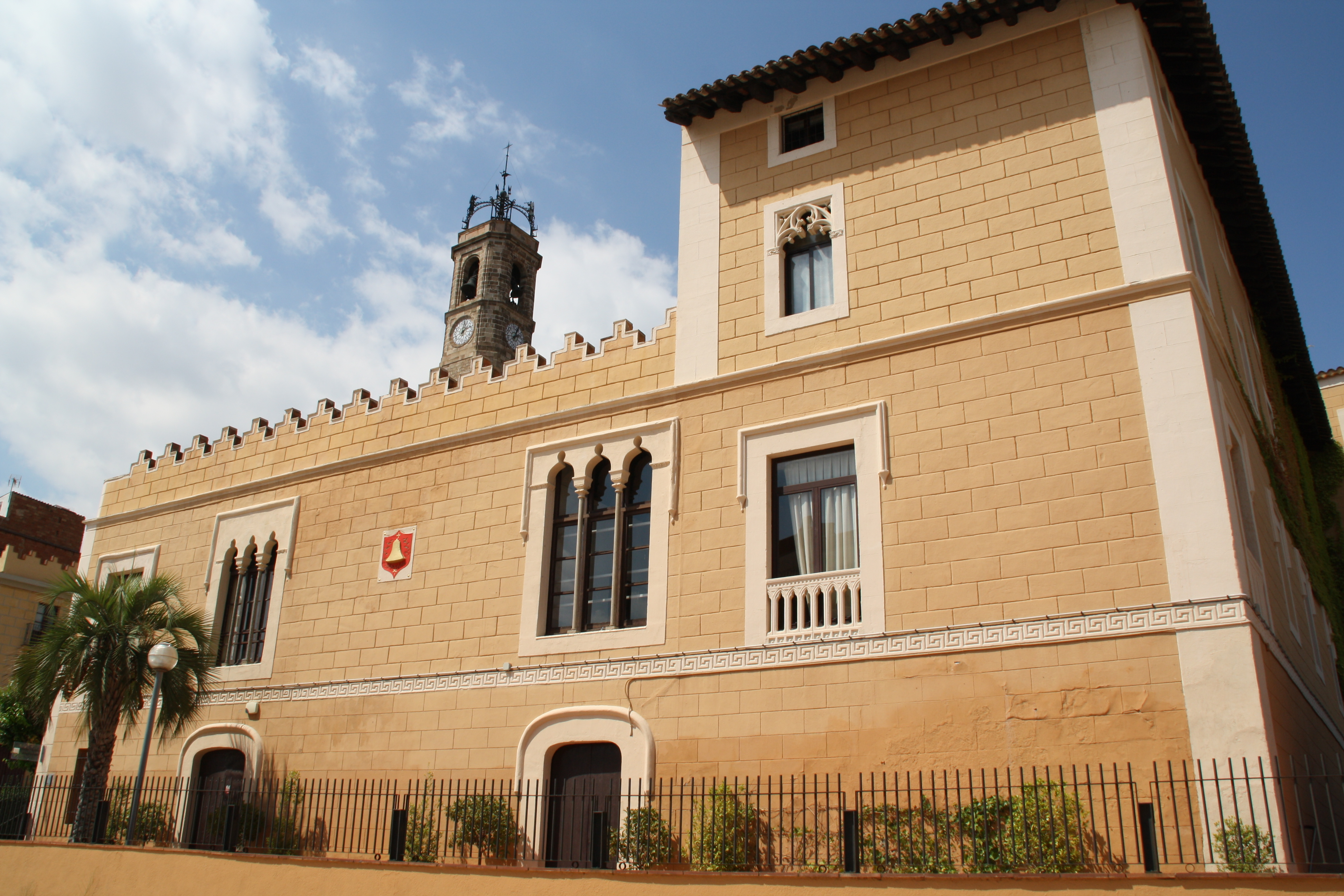
Façana de la torre Vella vers la plaça Font i Cussó

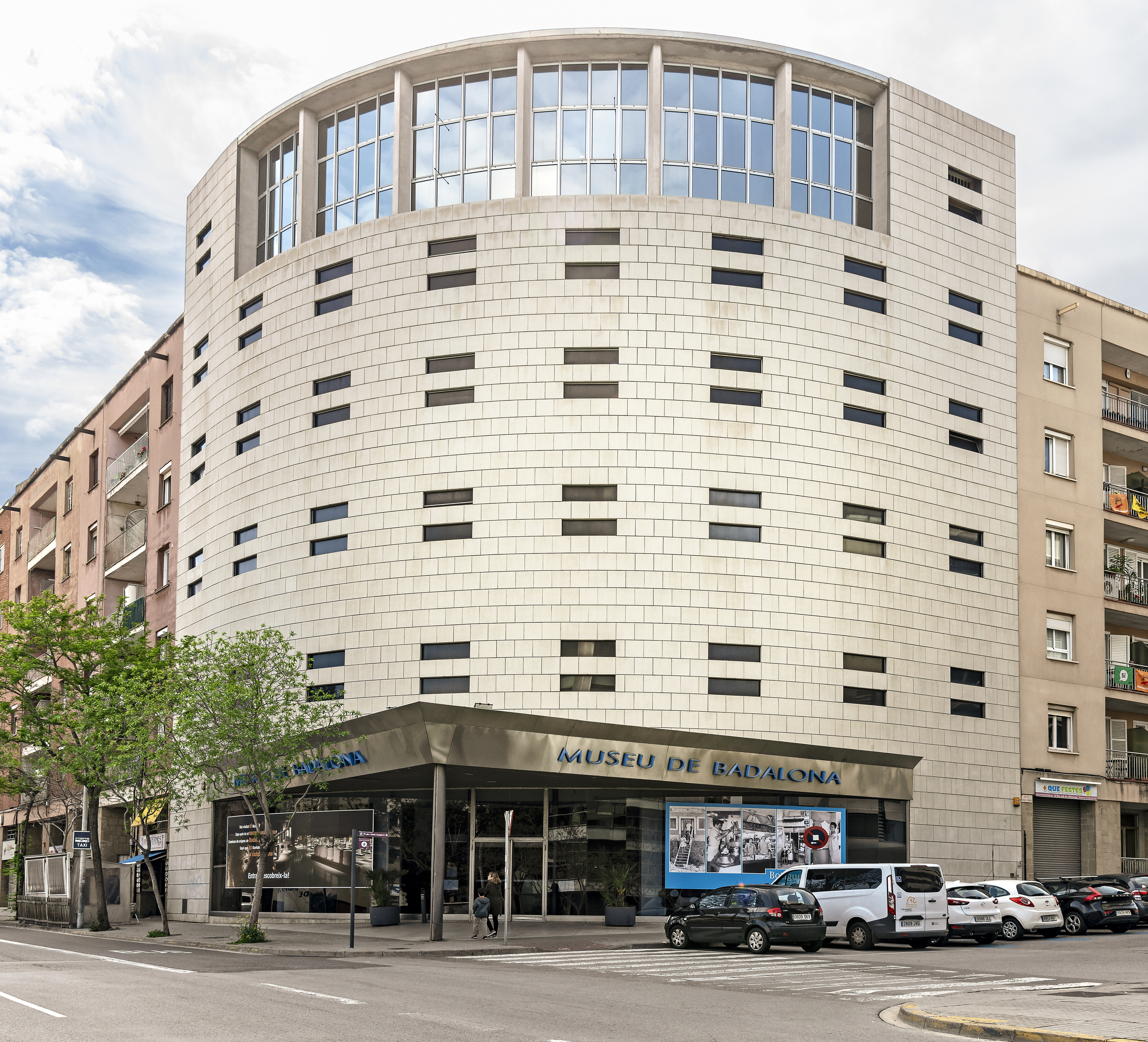
El museu és seu també de l'arxiu històric de la ciutat

El barri del Dalt de la Vila és el nucli antic de Badalona, situat a sobre del turó d'en Rosés, on se situà també la ciutat romana de Baetulo. Això no obstant, la teoria tradicional és que aquest nucli es despoblà molt a partir del declivi romà i que s'agreujà a partir de les diferents invasions que sofrí el territori.
Els carrers actuals d'arrel medieval, cal situar-los a partir de l'atac d'Almansor sobre terres barcelonines, que deixà les restes de Baetulo en un munt de ruïnes. L'antiga ciutat pateix un procés lent de reconstrucció ençà l'any 985, amb unes pautes completament noves, amb uns carrers i edificacions que deixen de seguir les antigues directrius de construcció i simplement s'adapten al terreny. Això no obstant, sembla que abans de 1112, any de consagració de l'església romànica de Santa Maria i de la delimitació de la seva sagrera, la situació de les terres a sobre del turó és desconeguda. La hipòtesi tradicional ha sigut que el Dalt de la Vila es forma a redós de la plaça de l'església, on també trobem el poder de la vila representat per la torre Vella. Una segona teoria aposta per una major continuïtat del poblament, basant-se en la topografia i la conservació d'alguns trets de la trama urbana romana, i és l'actual plaça de la Constitució el centre al voltant del qual giraria la vida badalonina medieval.
A partir d'època moderna, s'estabilitza i s'estanca, encara que comença a créixer tímidament demogràficament, només aturat per les guerres que afecten Catalunya durant aquest període. Un dels majors creixements serà a partir del segle xviii, juntament amb la resta de Badalona; gran exemple n'és l'enderrocament de l'antiga església i la construcció d'un nou temple barroc molt més gran per encabir-hi la població. Això no obstant, inicialment en certa forma Dalt de la Vila quedarà apartat dels grans canvis urbanístics de la ciutat i perdrà la seva centralitat davant del Baix a Mar, el primer eixample de Badalona, on també se situarà el nou consistori, deixant el petit edifici situat a la plaça de la Constitució.
Durant el segle xx, en general, el barri ha sofert pocs canvis urbanístics. Un dels destacats en fou l'obertura del carrer del Temple, connectant millor el barri amb el centre de la ciutat; això no obstant, la seva urbanització anà acompanyada de la pèrdua de l'espadanya de la torre Vella. També cal destacar la urbanització de la zona de l'antic Clos de la Torre, on trobem la plaça de Joaquim Font i Cussó, situada sobre les restes romanes i prop del Museu de Badalona. Així doncs, la pràctica inexistència de reformes en l'estructura interna del barri ha permès conservar-ne la trama urbana d'origen medieval en el seu nucli més antic i donar un aire de tranquil·litat a la zona en comparació a la resta de la ciutat.

## Llocs d'interès

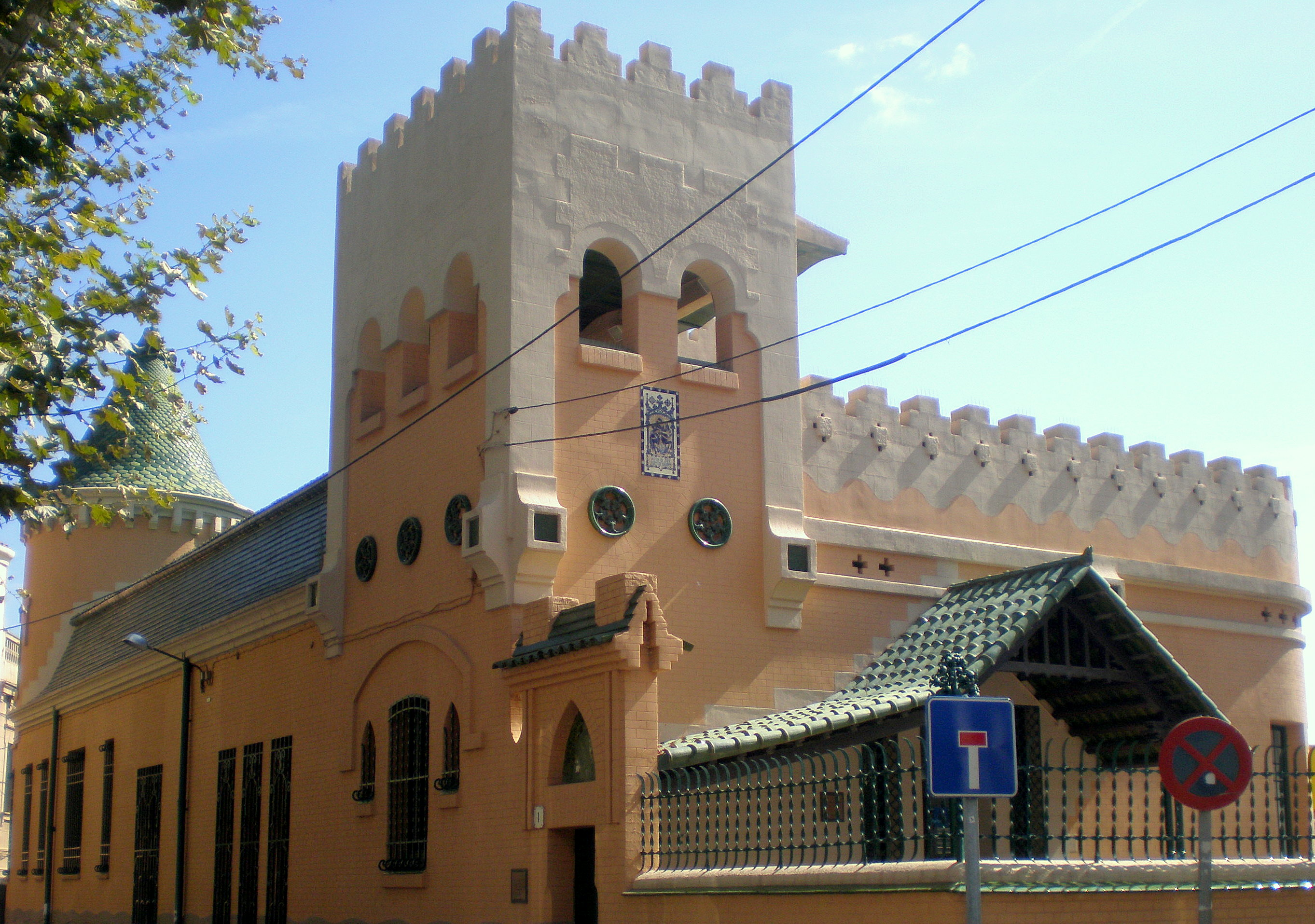
Vista exterior de la casa Jaume Botey

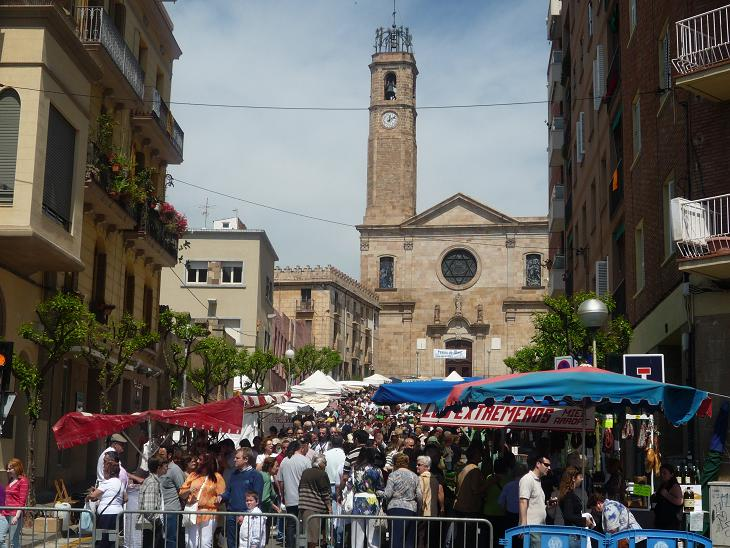
El carrer del Temple durant la Fira de l'Arrop a les Festes de Maig. Al fons, l'església de Santa Maria

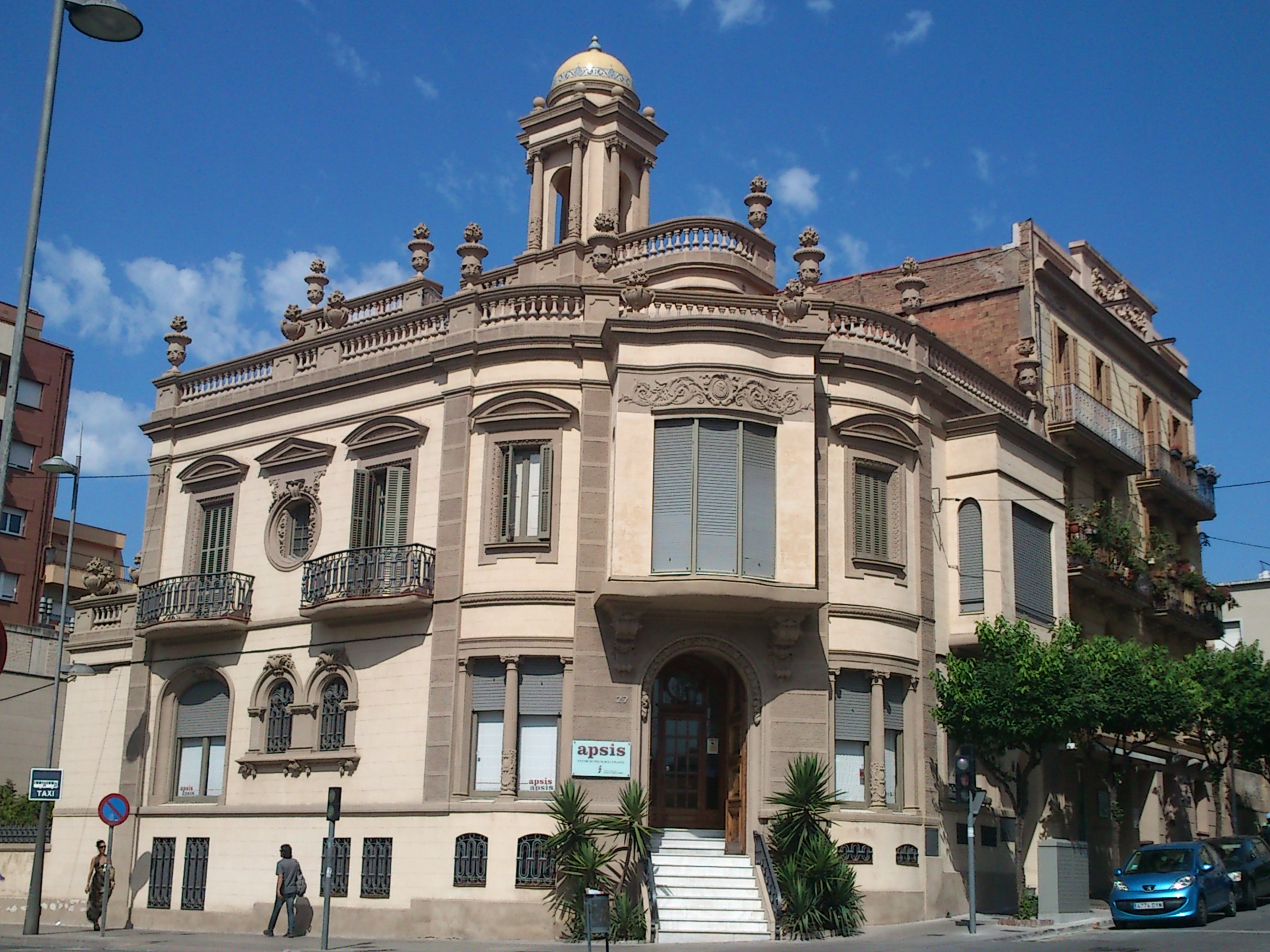
Vista exterior de la casa Fèlix Gallent

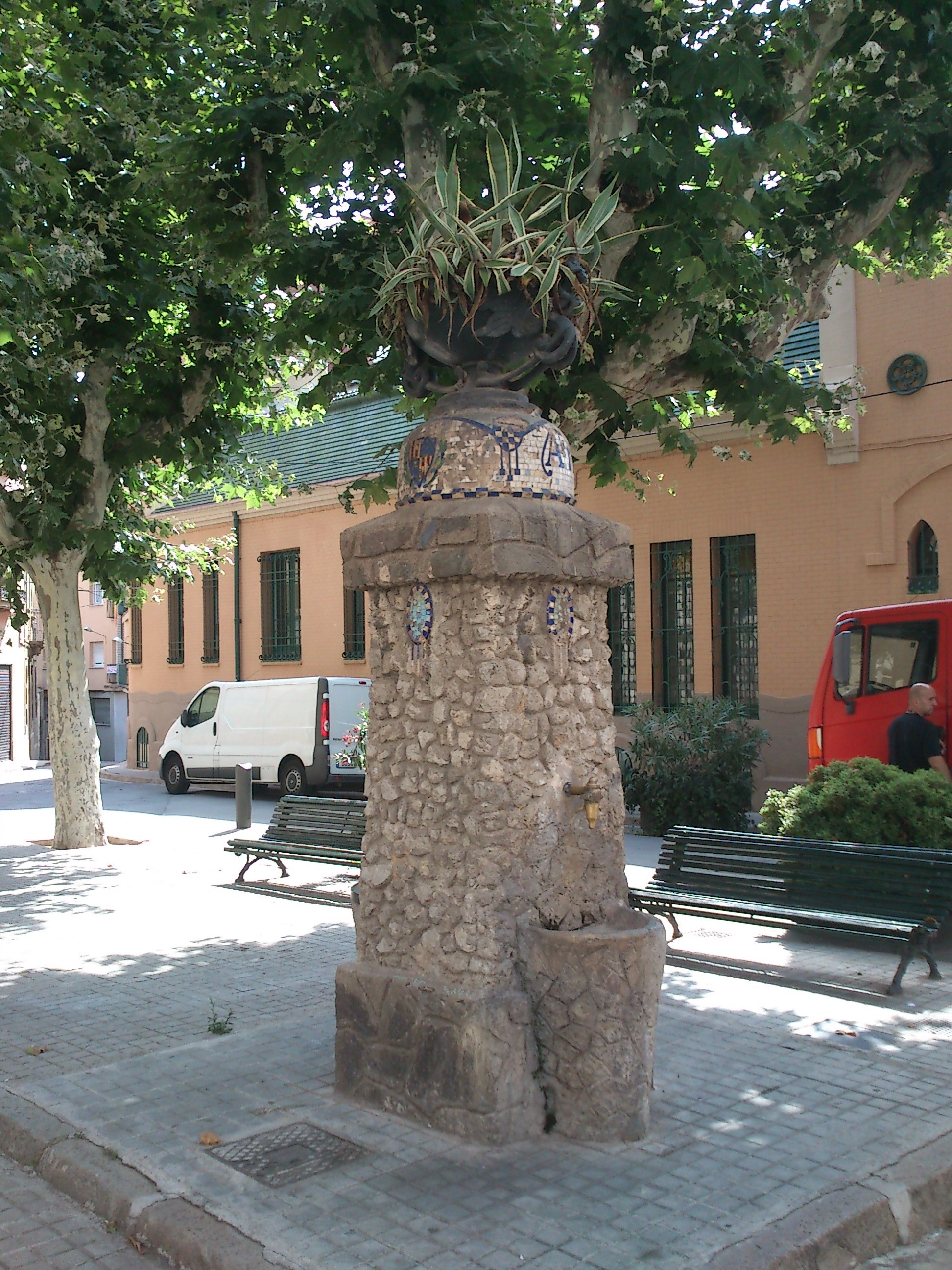
La font de la plaça de Pau Casals és també obra de Joan Amigó

Com a nucli històric de la ciutat, Dalt de la Vila té nombrosos espais amb restes romanes; és en aquest barri on trobem el Museu de Badalona. L'edifici fou construït sobre les termes romanes i del Decumanus maximus de l'antiga Baetulo, un dels conjunts arqueològics d'època romana més importants de Catalunya. Aquests espais són visitables accedint al subsol de l'edifici juntament amb altres restes visitables de la ciutat romana com el jardí de Quint Licini, al costat del museu, la casa dels Dofins, una casa benestant, o el conducte d'aigües situat al carrer Pujol. Altres vestigis existents són les restes del teatre romà de Baetulo, situat entre els carrers de les Eres i de Sant Antoni, corresponent a un tram de carrer amb forma corba. Consisteix en alguns murs radials que correspondrien a l'amfiteatre.
Un dels elements centrals del barri és l'església parroquial de Santa Maria, documentada des del 1012, construïda probablement damunt d'una església primitiva, de probable origen paleocristià; al seu subsol, hi ha també restes de l'antic temple romà. El temple actual data de 1778, any en què fou inaugurada, i ha sofert diverses reformes i reconstruccions, la més destacada és posterior a la Guerra Civil, de la qual sortí molt malmesa. A prop també hi és la seva rectoria, un edifici construït el 1685, al subsol del qual hi ha restes arqueològiques d'època romana. La torre Vella és també un dels elements més propers a Santa Maria. És un dels elements referents del feudalisme badaloní a la ciutat. Fou construïda durant el segle xiii i va ser propietat i residència de diverses famílies, com els Santcliment o els marquesos de Barberà, entre d'altres. Entre els seus elements, es conserva un portal renaixentista del segle xvi, on es pot veure l'escut dels Santcliment. A l'interior, es conserven elements gòtics, una sala i un celler; la torre ha sigut molt modificada durant segles, principalment entre els segles XV i XVI, i també entre els segles XVIII i xix. A la seva finca, el Clos de la Torre, s'hi trobaren diverses restes romanes, de les quals destaca un mosaic, que es conserva a l'interior.
Al barri, també trobem algunes obres de l'arquitecte badaloní Joan Amigó i Barriga. Algunes de caràcter modernista, com la casa Jaume Botey, coneguda com a ca l'Amigó, que fou restaurada per ser la seu social de l'hospital Municipal de Badalona. També són destacables la casa Santiago Domènech i Montserrat Planas, situada a l'avinguda de Martí Pujol o la reforma de la casa Planas, a la qual Amigó aportà la tribuna i el pati. Una altra casa destacada és la casa Gallent, fora d'època modernista, és un edifici senyorial que fou propietat de l'industrial badaloní Fèlix Gallent; té elements de tipus clàssic com les columnes jòniques.
L'hospital Municipal té, com s'ha esmentat, la seu al barri. El seu edifici principal està situat a la via Augusta, i té altres dependències properes. Antigament, era conegut com a hospital de Santa Maria i Sant Josep. Fou inaugurat el 17 de gener de 1932.